# The Snowman (filme de 2017)
The Snowman (Brasil: Boneco de Neve / Portugal: O Boneco de Neve) é um filme britânico de suspense policial e terror dirigido por Tomas Alfredson e escrito por Hossein Amini e Matthew Michael Carnahan baseado no romance homônimo de Jo Nesbø. É estrelado por Michael Fassbender, Rebecca Ferguson, Toby Jones, J.K. Simmons e Jakob Oftebro.
Seu lançamento ocorreu em 13 de outubro de 2017, no Reino Unido. Em Portugal, a estreia de o filme aconteceu a 19 de outubro de 2017.

## Sinopse
Quando uma mulher desaparece, a única pista deixada para trás é um cachecol rosa encontrado em volta de um estranho boneco de neve. O detetive Harry Hole (Michael Fassbender) começa suas investigações e percebe que o crime parece obra de um serial killer.

## Elenco
- Michael Fassbender como Detetive Harry Hole
- Rebecca Ferguson como Katrine Bratt
- Chloë Sevigny
- Charlotte Gainsbourg como Rakel
- J.K. Simmons como Arve Stop
- Val Kilmer
- Sofia Helin
- James D'Arcy
- Toby Jones como Gert Rafto
- Anne Reid
- Jakob Oftebro como Superintendente Skarre

## Produção

### Filmagens
A filmagens do filme começaram em 18 de janeiro e 2016 em Noruega nas cidades de Drammen, Oslo, e Bergen, e a área de Rjukan.